# Искра (област Кърджали)
Вижте пояснителната страница за други значения на Искра.
Искра е село в Южна България, община Ардино, област Кърджали.

## География
| Население по години | Население по години |
| ------------------- | ------------------- |
| 1992 г.             | 132 души            |
| 2001 г.             | 68 души             |
| 2011 г.             | 52 души             |
| 2019 г.             | 63 души             |

Село Искра се намира в Родопите, в централната част на родопския Жълти дял, на около 18 km западно от центъра на град Кърджали и 6 km север-североизточно от град Ардино. Селото е застроено по югоизточния склон на средната част на възвишение, в източната част на което се намират два от кварталите (наричани и махали) на село Млечино, разположени извън границите му. На югоизток през около километър разстояние, по съседни успоредни била, са разположени селата Млечино и Богатино. Чрез отклонение от общинския път през тези две села Искра се свързва на юг със село Кобиляне, а от него на запад – с общинския център Ардино и на изток – с областния център Кърджали. На около 2 км северно от Искра се намира село Горно Прахово.

## История
Село Искра е създадено през 1986 г. при отделяне от село Млечино на дотогавашната махала Искра (Мусалар).
Във фондовете на Държавния архив Кърджали, списък на фондове от масив „С“, фонд 732, се съхраняват документи на/за Народно начално училище „Христо Ботев“ – с. Искра, Кърджалийско от периода 1960 – 1970 г.

## Население
Преброяване на населението през 2011 г.
Численост и дял на етническите групи според преброяването на населението през 2011 г.:
|                     | Численост | Дял (в %) |
| Общо                | 52        | 100,00    |
| Българи             | 0         | 0,00      |
| Турци               | 52        | 100,00    |
| Цигани              | 0         | 0,00      |
| Други               | 0         | 0,00      |
| Не се самоопределят | 0         | 0,00      |
| Неотговорили        | 0         | 0,00      |

## Религии
Изповядваната религия в село Искра е ислям.

## Обществени институции
Село Искра към 2020 г. е център на кметство Искра.
Молитвеният дом в селото е джамия.